# Adiantum ruizianum
Adiantum ruizianum är en kantbräkenväxtart som beskrevs av Kl. Adiantum ruizianum ingår i släktet Adiantum och familjen Pteridaceae. Inga underarter finns listade.